# Euphorbia cheirolepis
Euphorbia cheirolepis är en törelväxtart som beskrevs av Fisch., Carl Anton von Meyer och Karelin. Euphorbia cheirolepis ingår i släktet törlar, och familjen törelväxter. Inga underarter finns listade i Catalogue of Life.